# Filharmonična družba
Filharmonična družba (nemško: Philharmonische Gesellschaft) je najstarejši glasbeni zavod nekdanje Avstrijske monarhije  in naslednica Academie Philharmonicorum Labacensis.
Filharmonična družba je bila ustanovljena leta 1794, nastala je iz godalnega kvarteta, ki so ga sestavljali štirje ljubljanski meščani (Karel Moos, Karl Kogl, Jožef Jellemitzky in Jožef Flikschuh).
Iz statuta izvemo, da je bil namen družbe plemenitenje čustev z izbiro dobrih skladb in oblikovanje okusa z dobro izvedbo in v družbenem krogu.
Zadnji koncert je priredila jeseni 1918, potem pa je postala podružnica Glasbene matice, ki je bila leta 1945 formalno razpuščena.

## Glasbena šola
Filharmonična družba je imela najboljši ansambel instrumentalistov v Ljubljani, vendar jih je bilo vseeno premalo.
Zato so se v sodelovanju z škofovsko kapelo in Stanovskim gledališčem ustanovili glasbeno šolo. Pevski šoli je skozi vse obdobje primanjkovalo učiteljev, zato so si pomagali z diletanti ter predvsem češkimi poklicnimi glasbeniki.

## Pravila
Za dosego boljših rezultatov se je družba strogo držala pravil, ki so bila zapisana v statutih.
Da bi bil glasbeni učinek že na začetku kar najboljši, je nujno, da na prvi znak orkestrskega direktorja ves orkester pazi na pavzo nekaj minut in da na drugi znak začne skladbo, navodilom primerno, pozorno in močno … Pri orkestrskih skladbah, kjer več oseb igra isti glas, je osnovno pravilo, da izvajajo ta glas tako preprosto, kot je le mogoče. Zato se mora vsak član natančno držati glasbenih znakov; nobene note ne sme držati predolgo ali prekratko ali jo drugače izvajati; ne sme izvajati nobenih poudarkov in okraskov, kjer to ni zapisano; na začetkih skladb in po fermatah ne sme prehitevati, ampak gledati orkestrskega direktorja in kar najbolj skupaj nadaljevati skladbo. Opustitev tega navodila moti enotnost in enakost produkcije do neprijetnosti; estetska celota se pojavi kot množica tonov v kipenju, kar spravlja poslušalce pogosto v kar najbolj mučen položaj ...— Statut, Filharmonična družba
Sezona je trajala skoraj vse leto se je delila se je na dva dela. Prvi del se je začel s koncertom 1. maja, končal pa se je 31. oktobra, drugi del je potekal od 1. novembra do 30. aprila.
Družba je skrbela za svojo popularnost v Ljubljani z različnimi prireditvami. Med njimi so bile zelo priljubljene vožnje s čolni po Ljubljanici.
Akademije  so prirejali vsak teden, delile so se na interne za člane, nekatere so bile lahko javne. Kot izvemo iz statuta so se pričenjale ob pol sedmih zvečer.

## Člani
Član je postal vsak, za katerega je družba menila, da bo pomagal uresničevati njene namene in cilje. Članice so bile lahko le dobre glasbenice. Ta člen so kasneje omilili.
Družba je tiste člane, ki so jo zapustili zaradi glasbenega dela izven Ljubljane, imenovala za častne člane, za častne člane pa je imenovala tudi tuje glasbene mojstre. Tako med častni člani družbe najdemo Františka Dusika, Josepha Haydna (1800), Antona in Wolfganga Schmitta (oba 1800), Ludwiga van Beethovna (1819),  Niccola Paganinija (1824), Anselma Hüttenbrennerja, Wilhelma Kienzla, Conradina Kreutzerja, Ferdinanda Hillerja, Johannesa Brahmsa (1885), Eduarda Hanslicka (1891), Matijo Babnika (1817), Marijo Košak, Mario de Sessi, Clemensa Metternicha, Žigo Zoisa,....

## Novakovo obdobje
Francoska zasedba in ustanovitev Ilirskih provinc je za nekaj časa zaustavila delo Filharmonične družbe. Čas ponovnega razvoja se je začel leta 1816, ko je njeno vodstvo prevzel nov direktor Janez Krstnik Novak.
Sodeloval je pri pripravah za podelitev častnega članstva Josephu Haydnu, pod njegovim vodstvom je družba leta 1814 izdelala predlog o ureditvi javnega glasbenega pouka, uglasbil je dramo Ta veseli dan ali Matiček se ženi.
Leta 1816 je družba štela že 200 članov. Zapisi omenjajo, da je bilo v orkestru do sto instrumentalistov in v zboru do štirideset pevcev ter 60 rednih poslušalcev.
Zadnji koncert je priredila jeseni 1918, potem pa je postala podružnica Glasbene matice.